# Universal Flash Storage
Universal Flash Storage (UFS) è una specifica per le memorie di tipologia flash per le fotocamere digitali, telefoni cellulari (in particolare smartphone) e dispositivi elettronici di consumo. Questa specifica aumenta la velocità di trasferimento e l'affidabilità delle memorie flash, riducendo così la confusione del mercato e la varietà del numero di adattatori per i differenti numeri di schede.
La specifica proposta è supportata da aziende come Nokia, Sony Ericsson, Texas Instruments, STMicroelectronics, Samsung, Micron, SK Hynix.
UFS si posiziona come un sostituto per le schede eMMC e Secure Digital.
L'interfaccia elettrica per UFS usa M-PHY sviluppata dall'alleanza MIPI, un'interfaccia seriale ad alta velocità da 2,9 Gbit/s per corsia (lane) con una scalabilità fino a 5,8 Gbit/s per corsia.
UFS implementa una interfaccia LVDS SATA seriale full duplex che scala meglio ad alta ampiezza di banda che un'interfaccia parallela ad 8 corsie delle eMMC. A differenza delle eMMC le UFS sono basate su un modello architetturale SCSI e supporta il 
Native Command Queuing.

## Storia
Lo standard è sviluppato dal JEDEC Solid State Technology Association. Nel settembre 2013 JEDEC rilascia la versione JESD220B UFS 2.0 (aggiornamento della UFS v1.1 del giugno 2012)
JESD220B Universal Flash Storage v2.0 offre un incremento di ampiezza di banda, un'estensione delle caratteristiche di sicurezza e caratteristiche aggiuntive per quanto riguarda il caricamento energetico.
Nel marzo 2016 JEDEC pubblica la versione JESD220C UFS 2.1, che offre miglioramenti importanti sulla sicurezza dei dati grazie alla possibilità di crittografare gli stessi durante il trasferimento tra il Soc e lo storage, definita nello standard JESD223C UFS Host Controller Interface (UFSHCI).
Il 30 gennaio 2018 JEDEC ha pubblicato la versione 3.0 dello standard UFS, con una velocità dati superiore di 11,6 Gbit/s per corsia (1450 MB/s) con l'uso di MIPI M-PHY 4.1 e UniProSM 1.8. Al MWC 2018, Samsung ha presentato le soluzioni UFS (eUFS) 3.0 e uMCP integrate.
Il 30 gennaio 2020 JEDEC ha pubblicato la versione 3.1 dello standard UFS.
Nell'agosto del 2020 JEDEC ha annunciato il nuovo standard 2.2. Nella nuova revisione è stata integrata la funzione "Write Booster", unico miglioramento importante di questo nuovo standard, che migliora la velocità di scrittura.
Il kernel Linux supporta UFS.

### Cronologia e cratteristiche
| Versione | Data di introduzione | Larghezza di banda per corsia | Corsie massime | Larghezza di banda massima | Versione M-PHY | Versione UniPro |
| -------- | -------------------- | ----------------------------- | -------------- | -------------------------- | -------------- | --------------- |
| 1.0      | 2011-02-24           | 300 MB/s                      | 1              | 300 MB/s                   | 1.0            | 1.4             |
| 1.1      | 2012-06-25           | 300 MB/s                      | 1              | 300 MB/s                   | 1.0            | 1.4             |
| 2.0      | 2013-09-18           | 600 MB/s                      | 2              | 1200 MB/s                  | 3.0            | 1.6             |
| 2.1      | 2016-04-04           | 600 MB/s                      | 2              | 1200 MB/s                  | 3.0            | 1.6             |
| 2.2      | 2020-08              | 600 MB/s                      | 2              | 1200 MB/s                  | ?              | ?               |
| 3.0      | 2018-01-30           | 1450 MB/s                     | 2              | 2900 MB/s                  | 4.1            | 1.8             |
| 3.1      | 2020-01-30           | 1450 MB/s                     | 2              | 2900 MB/s                  | 4.1            | 1.8             |
| 4.0      | 2022-08-17           | 2900 MB/s                     | 2              | 5800 MB/s                  | 5.0            | 2.0             |
| 4.1      | 2025-01-08           | 2900 MB/s                     | 2              | 5800 MB/s                  | 5.0            | 2.0             |